# Другой я (фильм)
Другой я — комедия 2000 года, снятая по мотивам книги Мэри С. Райн «Me two»

## Сюжет
Уилл Браунинг — студент-двоечник. Чтобы на всё лето не ехать в военный лагерь (в качестве наказания за плохие оценки), он должен выполнить курсовую работу на хорошую оценку. И Уилл покупает набор для экспериментов. Но вместо школьного набора там оказывается вещество для клонирования. Уилл создает своего двойника, но на его счастье клон гораздо умнее своего прототипа, поэтому Уилл отправляет своего двойника вместо себя в школу. Клон Уилла стал получать хорошие оценки, да и нравился он всем больше. Вскоре клона Уилла заметили контрабандисты, которые и оставили вещество для клонирования в коробке, и пытались поймать клона, но у них ничего не получилось, и в итоге клон остается жить в семье Уилла Браунинга.

## В ролях
- Эндрю Лоуренс — Уилл Браунинг и его двойник
- Скотт МакКорд — Виктор
- Джо Грифази — Конрад
- Бренден Джеффресон — Чаки
- Лори Хэллир — мама Уилла
- Марк Л. Тейлор — папа Уилла